# Jacqueline West
Jacqueline West és una dissenyadora de vestuari, el treball de la qual es veu reconegur en un nombre significatiu de pel·lícules com ara El curiós cas de Benjamin Button, The League of Extraordinary Gentlemen, Quills, L'ombra del poder, L'arbre de la vida, Seventh Son, i The Revenant.
West era dissenyadora de moda a la Badia de San Francisco, que tenia les seves pròpies botigues a Berkeley, Califòrnia, inclòs la seva cadena "Identikit by Jacqueline West". La seva primera aportació al cinema va ser en una pel·lícula de Philip Kaufman que es deia Henry & June. West va dir que havia estat molt influenciada per la seva mare, que era una dissenyadora de roba d'avantguarda dels 40 als 50.

## Filmografia
- Projecte de Terrence Malicj encara sense títol (en rodatge) (TBD)
- Live by Night (2017) - en producció
- The Revenant (2015)
- Knight of Cups (2015)
- Seventh Son (2014)
- The Gambler (2014)
- Behind the Seams: An Insider's Look at Costume Design (TV Short) -- com a ella mateixa (2013)
- Argo (2012)
- To the Wonder (2012)
- L'arbre de la vida (2011)
- The Tree of Life (2011)
- La xarxa social (2010)
- L'ombra del poder (2009)
- The Curious Birth of Benjamin Button - documental sobre la pel·lícula: The Curious Case of Benjamin Button
- El curiós cas de Benjamin Button (2008)
- Invasió (2007)
- Lonely Hearts (2006)
- Making the New World (2006) - documental sobre el film: The New World
- The New World (2005)
- Down in the Valley (2005)
- The League of Extraordinary Gentlemen (2003)
- Assembling the League (2003) - documental sobre el making of del film: The League of Extraordinary Gentlemen
- American Gun (2002) (consultora de vestuari)
- Leo (2002)
- The Banger Sisters (2002)
- Quills: Dressing the Part (2001) també anomenat Dressing the Part with Costume Designer Jacqueline West
- Just One Night (2000)
- Quills (2000)
- Rising Sun (1993)
- Henry and June (1990) (consultora creativa)

## Nominacions i premis
- 2015 Pendent 88a edició dels Oscars per Millor Disseny de Vestuari per: The Revenant (2015)
- 2011 Guanyadora del Satellite Award per Millor Disseny de Vestuari per: Water for Elephants (2011)
- 2009 Nominada a la 81a edició dels Oscars pel Millor Disseny de Vestuari per: The Curious Case of Benjamin Button (2008)
- 2009 Nominada als British Academy Film Academy pel Millor Disseny de Vestuari per: The Curious Case of Benjamin Button (2008)
- 2009 Nominada als Costume Designers Guild Awards 2008 per: The Curious Case of Benjamin Button (2008)
- 2009 Nominada als Satellite Award per Millor Disseny de Vestuari per: The Curious Case of Benjamin Button (2008)
- 2004 Nominada a la 30a edició dels Premis Saturn per Millor Disseny de Vestuari per: The League of Extraordinary Gentlemen (2003)
- 2001 Nominada a l'Oscar al Millor Dissent de Vestuari per: Quills (2000)
- 2001 Nominada al premi PFCS al Millor Disseny de Vestuari per: Quills (2000)
- 2000 Nominada a un BAFTA al millor vestuari per: Quills (2000)